# Moștenirea familiei Guldenburg
Moștenirea familiei Guldenburg (titlul original: "Das Erbe der Guldenburgs") este un film serial realizat de către Televiziunea ZDF din RF Germania între anii 1987-1990. Serialul are un număr de 39 episoade și este interpretat în limba germană.

## Distribuția
- Christiane Hörbiger     -  Christine von Guldenburg (39 episoade, 1987-1990)
- Katharina Böhm          -  Susanne "Nane" von Guldenburg (39 episoade, 1987-1990)
- Iris Berben             -  Evelyn von Guldenburg (căsătorită Lauritzen) (39 episoade, 1987-1990)
- Wilfried Baasner        -  Achim Lauritzen (39 episoade, 1987-1990)
- Ruth-Maria Kubitschek   -  Margot Balbeck (37 episoade, 1987-1990)
- Monika Peitsch          -  Anne Günther (37 episoade, 1987-1990)
- Susanne Uhlen           -  Kirsten "Kitty" Balbeck (căsătorită von Guldenburg) (36 episoade, 1987-1990)
- Sigmar Solbach          -  Jan Balbeck (35 episoade, 1987-1990)
- Friedrich Schütter      -  Kurt Kröger (35 episoade, 1987-1990)
- Ingeborg Christiansen   -  Johanna Kröger (35 episoade, 1987-1990)
- Brigitte Horney         -  Herta von Guldenburg (26 episoade, 1987-1990)
- Wolf Roth               -  Thomas Maximilian Friedrich von Guldenburg (26 episoade, 1987-1990)
- Friedrich von Thun      -  Johannes "Hannes" von Meerungen (25 episoade, 1989-1990)
- Sydne Rome              -  Carina de Angeli (22 episoade, 1987-1990)
- Alexander Wussow        -  Tobias Kröger (21 episoade, 1987-1990)
- Jochen Horst            -  Alexander Leopold "Sascha" von Guldenburg (14 episoade, 1987)
- Jürgen Goslar           -  Dr. Max von Guldenburg (14 episoade, 1987)
- Christopher Buchholz    -  Claudio Torres (11 episoade, 1989-1990)
- Daniel Gélin            -  Gregor Baschkurin (4 episoade, 1989-1990)
- Bernhard Wicki          -  Federico Torres (4 episoade, 1990)
- Karl Heinz Vosgerau     -  Martin Johannes von Guldenburg (1 episod, 1987)